# طارق بن عمار
طارق بن عمار (عربی: طارق بن عمّار؛ زادهٔ ۱۲ ژوئن ۱۹۴۹) یک تهیه‌کننده فیلم، بازرگان، تهیه‌کننده اجرایی، و هنرمند اهل تونس است.
طارق بن عمار که در خانواده‌ای مسلمان بزرگ شد و مشهور است که به فیلم‌های هنری علاقه‌مند است. او مشاور سرمایه‌گذاری خارجی ولید بن طلال و ونسان بولوره است. وی همچنین مدیر برنامهٔ مایکل جکسون در تور جهانی هیستوری بود.
از فیلم‌ها یا مجموعه‌های تلویزیونی که وی در آن‌ها نقش داشته‌است، می‌توان به شوالیه‌های سفر تجسسی، باریا و لا تراویاتا اشاره نمود.